# Primavera nera
Col nome di Primavera Nera (in berbero Tafsut taberkant) si designano gli eventi che ebbero inizio la primavera del 2001 in Cabilia (Algeria) e si protrassero per diversi mesi, nel corso dei quali si ebbero numerosi scontri tra giovani che manifestavano contro le ingiustizie e le forze di polizia algerine (soprattutto i gendarmi). I militari non esitarono a sparare contro i manifestanti disarmati, e si ebbe un gran numero di vittime (cifre ufficiali non sono mai state fornite, ma i morti superarono il centinaio).

## Cronologia degli eventi

### Massinissa
18 aprile: Massinissa Guermah, un giovane studente di At Douala, viene fermato e condotto in una caserma della “gendarmerie” dove viene brutalmente percosso e colpito da una raffica di Kalašnikov: raggiunto da diversi proiettili morirà tre giorni dopo. La versione ufficiale delle autorità parla di un “incidente”, e il giovane viene definito un piccolo delinquente (“voyou”).
20 aprile: anniversario della sanguinosa repressione della “Primavera berbera” (Tafsut Imazighen) del 1980. A Tizi Ouzou 10.000 persone manifestano pacificamente per rivendicare il riconoscimento ufficiale della lingua berbera (tamazight).

### Gli studenti di Amizour
21 aprile: ad Amizour un gruppo di studenti viene prelevato brutalmente durante una lezione ad opera dei gendarmi che li portano in caserma per interrogarli, suscitando la viva reazione dei compagni di scuola e dei professori.
22 aprile: la polizia ribadisce che Massinissa sarebbe stato un piccolo delinquente e non uno studente liceale estraneo a qualunque azione delittuosa. La famiglia e i compagni di scuola, offesi dall'insinuazione, pretendono la verità e un'inchiesta sull'accaduto con punizione dei responsabili. Intanto ad Amizour si verificano i primi scontri: sassaiole, incendi di veicoli della polizia e di edifici pubblici.
23-24 aprile: dopo la sepoltura di Massinissa Guermah avvengono incidenti tra la popolazione e la polizia a At Douala. Chiusa per precauzione la scuola del villaggio. Nuovi incidenti ad Amizour: incendi, barricate, blocchi stradali;

### Primi morti tra i manifestanti
25 aprile: gli scontri si allargano. A Akbou la polizia risponde con i lacrimogeni. A Ouzellaguen spara e due manifestanti muoiono. Altri tre morti e decine di feriti tra i manifestanti a Sidi Aich, Tazmalt, Seddouk, Timezrit ed El-Kseur.
26 aprile: torna una relativa calma e non si registrano morti. Ad Algeri, il presidente Abdelaziz Bouteflika celebra i due anni di presidenza con un discorso di tre ore in cui parla di tutto ma non fa una parola di quello che sta avvenendo in Cabilia.
27 aprile: nuove manifestazioni con nove morti (quattro a Azazga, tre a Ouzellaguen, uno a Tichy e uno a Mchedellah).
28 aprile: Non meno di 29 persone vengono uccise in una drammatica giornata di sangue. La polizia spara sulla folla. Il conto dei morti si avvicina alla cinquantina.
29 aprile: continuano gli incidenti. Negli scontri muore un ragazzo di 11 anni, e inoltre si registrano i decessi di una decina di persone ferite nei giorni precedenti.
30 aprile: a quasi due settimane dall'inizio degli incidenti Bouteflika, in un discorso in arabo classico, annuncia la formazione di una commissione di inchiesta e subordina ogni riconoscimento del berbero ad un'eventuale futura revisione costituzionale.
1º maggio: il partito democratico RCD esce dal governo, ad eccezione della vicepresidente Khalida Messaoudi, che esce dal partito e mantiene l'incarico (ufficioso) di "consigliere del presidente della Repubblica" (più tardi diventerà ministro). Manifestazione per la Cabilia a Milano.
2 maggio: il giurista Mohand Issad è incaricato dal presidente della Repubblica di aprire un'inchiesta sull'accaduto e di individuare eventuali responsabilità.
3 maggio: ad Algeri tra le dieci e le quindici mila persone partecipano ad una “marcia pacifica” indetta dal FFS (Fronte delle Forze Socialiste, storico partito con base in Cabilia) per protestare contro la “brutale repressione” in Cabilia.
5 maggio: migliaia di persone manifestano a Parigi e in altre città della Francia e d'Europa (Lione, Strasburgo, Tolosa, Londra, Bruxelles, Stoccolma, Amsterdam...), contro la repressione in Cabilia.

### Nascono gli Aarch
6 maggio: si moltiplicano in tutta la Cabilia i "comitati di villaggio". La stampa cita quelli di Bugia, di Tizi-Ouzou, di Bouira e Oum El-Bouaghi, sorti "per tenere desta e sotto controllo la mobilitazione e per gestire il dopo-crisi", oltre a quelli di Tigzirt, di Fréha, Aghrib e Timizart. Nascono anche i primi "coordinamenti" al livello degli aarch, "confederazione di tribù" (gli ultimi tre citati costituiscono il "Coordinamento dell'âarch Ath Djennad”), che si dotano di strutture organizzative (commissioni di lavoro su vari aspetti: giuridico e informativo, vigilanza e disciplina, gestione finanziaria...).
7 maggio: 20.000 persone manifestano con ordine e compostezza a Bgayet (in provincia di Bugia). A Berlino il congresso dei Partiti Socialisti Europei condanna la repressione e richiede una commissione d'inchiesta internazionale.
10 maggio: 10 000 persone manifestano pacificamente a Algeri, su invito del MCB (Movimento Culturale Berbero).
16 maggio: l'Assemblea Parlamentare Nazionale adotta, col solo voto favorevole del FLN (Fronte di Liberazione Nazionale, l'antico partito unico) e del RND (il partito del presidente Bouteflika), un nuovo codice penale che minaccia gravemente la libertà di stampa e di espressione.
19 maggio: manifestazione di circa 10.000 persone a Bugia paralizzata da uno sciopero.
20 maggio: più di 20.000 persone manifestano a Tizi Ouzou.

### "Marcia Nera" a Tizi Ouzou
21 maggio: "marcia nera" con sciopero generale a Tizi Ouzou indetta dal coordinamento delle tribù (aarch), delle daira e dei villaggi. La manifestazione è imponente: una marea incalcolabile, oltre 500.000 persone, vestite di nero in segno di lutto.
24 maggio: manifestazione di donne a Tizi Ouzou, cui partecipano migliaia di donne di ogni età. Khalida Messaoudi, che ha cercato di partecipare, viene allontanata con decisione.
25 e 26 maggio: ripresa degli scontri in Cabilia: quattro morti e centinaia di feriti.
27 maggio: una marcia di parecchie migliaia di persone a Bgayet degenera in tumulti. Il presidente Bouteflika promette rigorose sanzioni contro gli istigatori della violenza “da qualunque parte essa venga” e contro gli autori di atti di estremismo. Inoltre, avanza per la prima volta espressamente la tesi di un complotto volto a minare l'“unità nazionale”.
28 maggio: i giornali non escono per protestare contro la riforma del codice penale.
29 maggio: un migliaio di studenti manifestano davanti alla sede del governo ad Algeri.
31 maggio: rimpasto di governo. I ministri più contestati (come quello degli interni) rimangono ai loro posti. Un'impressionante manifestazione indetta dal FFS (non meno 200.000 persone) si svolge ad Algeri contro la repressione.
4 giugno: manifestazione di 50.000 donne a Bugia; altre migliaia di donne manifestano a Azazga.
6 giugno: a Tizi Ouzou il cantautore cabilo Ferhat Mehenni, che è anche presidente del Movimento Culturale Berbero-Raggruppamento Nazionale (MCB-RN) fonda il Movimento per l'Autonomia della Cabilia (MAK) che avanza la richiesta di una "larga autonomia" per la Cabilia.
7 giugno: una marcia indetta ad Algeri da un fronte composito di partiti democratici viene impedita con la forza dalla polizia. Ferito anche Said Sadi, presidente del RCD. Le manifestazioni cominciano ad estendersi ad altre regioni: a Batna, nella regione berberofona dell'Aurès, manifestano circa 5000 persone.

### La "piattaforma di El-Kseur"
11 giugno: ad El-Kseur il coordinamento “interwilaya” dei comitati di villaggio adotta la piattaforma definitiva delle rivendicazioni, in 15 punti, nota come "Piattaforma di El-Kseur".
12 giugno: scoppiano gravi disordini a Khenchela, nell'Aurès, con incendi di edifici e scontri che continueranno anche nei giorni successivi, causando la morte di una donna
13 giugno: a Bugia vengono erette barricate. Proteste scoppiano anche a Annaba, nel nordest dell'Algeria.

### Un milione di manifestanti ad Algeri
14 giugno: la più imponente manifestazione mai vista ad Algeri dopo la liberazione (un milione di persone), convocata dal Coordinamento delle tribù cabile per consegnare al presidente la "Piattaforma di El-Kseur" con 15 punti di rivendicazioni. La polizia impedisce l'accesso al palazzo presidenziale e la manifestazione finisce in gravi scontri. Il ministro degli interni accusa gli organizzatori della marcia, ma numerose fonti affermano che la polizia ha attirato in una trappola i manifestanti, sollecitando l'appoggio di abitanti dei quartieri di Algeri (e in qualche caso a veri delinquenti), che si sono dati al pestaggio dei partecipanti ed a saccheggi e devastazioni da attribuire poi ai manifestanti. Negli scontri muoiono due giornalisti, ed alcuni partecipanti. Il numero esatto delle vittime non si sa. Emergono notizie di arresti arbitrari e di pestaggi e torture nelle sedi di polizia.
dal 15 giugno: comincia una nuova serie di scontri in tutta la Cabilia (ma anche in altre parti del paese) che nei giorni successivi causeranno nuovi morti e feriti. In molte località si segnala un atteggiamento arrogante e provocatorio delle forze di polizia, che in alcuni casi si danno al saccheggio, all'incendio di edifici, al pestaggio di civili disarmati.
16 giugno: il senato approva il nuovo codice penale che limita grandemente la libertà di stampa.
18 giugno: il governo vieta ogni manifestazione ad Algeri. Scontri e proteste si moltiplicano in tutto il paese. Gli organizzatori della manifestazione del 14 giugno affermano che non si hanno più notizie di oltre 100 manifestanti, Uno di essi verrà ritrovato decapitato, probabilmente mentre era in stato di fermo illegale. A Tizi Ouzou 7 morti (di cui 2 gendarmi) e oltre 120 feriti.
21 giugno: Bouteflika, in un discorso nell'Ahaggar, ribadisce la tesi di un complotto straniero e di una rivendicazione regionalista della Cabilia.
28 giugno: l'anniversario dell'uccisione di Lounès Matoub viene celebrato nella compostezza e senza incidenti in Cabilia. Una manifestazione a New York davanti alla sede dell'ONU denuncia al mondo intero la situazione algerina.
5 luglio: una manifestazione proclamata dal coordinamento delle tribù della Cabilia per consegnare le proprie rivendicazioni al presidente viene bloccata con eccezionali misure di sicurezza: un ferreo “cordone sanitario” chiude ogni accesso dalla Cabilia alla capitale. Un migliaio di manifestanti riescono ad arrivare in città ed effettuano un sit-in.
6 luglio: quattro cittadini di Bouira cominciano uno sciopero della fame per la liberazione dei manifestanti detenuti, non ancora liberati malgrado le promesse delle autorità. Lo interromperanno dopo quattro giorni per gravi motivi di salute.
12 luglio: Bouteflika si reca negli Stati Uniti per cercare armi e alleanze. Manifestazioni a Washington e in tutto il mondo (anche in Italia, davanti al consolato USA di Milano) denunciano la repressione in atto.

### Il "Rapporto Issad"
28 luglio: reso pubblico il rapporto della commissione d'inchiesta di Mohand Issad (che ha concluso i lavori il 7 luglio). Tale rapporto conferma che si sparò per uccidere, e vi fu premeditazione da parte delle gerarchie militari. Il rapporto finirà nel dimenticatoio e nessun dirigente dell'esercito o della gendarmeria verrà rimosso dall'incarico.
8 agosto: migliaia di manifestanti cercano di raggiungere Algeri per manifestare contro la messinscena del 15º Festival Mondiale della Gioventù, ma sono bloccati da un cordone di forze dell'ordine che impediscono l'accesso alla capitale.
20 agosto: decine di migliaia di persone nella valle della Soummam si “riappropriano” della commemorazione del “congresso della Soummam” (20-8-1956), evento cardine della lotta di liberazione contro la Francia. Contrariamente al solito, nessun'autorità osa farsi viva. I Cabili non possono manifestare ad Algeri e non permettono al potere di manifestare in Cabilia.
5 settembre: a Larba Nat Yiraten, Ferhat annuncia la nascita del MAK (Movimento per l'Autonomia della Cabilia)
5 ottobre: un'ennesima manifestazione indetta ad Algeri dal coordinamento dei comitati delle tribù cabile per presentare i 15 punti della piattaforma di El-Kseur viene impedita con un enorme spiegamento di forze che bloccano l'accesso alla capitale.
La situazione si manterrà tesa ancora mesi e addirittura anni, con un "braccio di ferro" tra la popolazione, rappresentata dal "Coordinamento degli Aarch", e il potere, che ora ricorre alla repressione (arresto di delegati, accuse e condanne), ora a tentativi di dialogo e conciliazione. In totale tra il 2001 e il 2002 si calcolano circa 123 morti, vittime della repressione in Cabilia, i "Martiri della Primavera Nera"